# Olios attractus
Olios attractus är en spindelart som beskrevs av Alexander Petrunkevitch 1911. Olios attractus ingår i släktet Olios och familjen jättekrabbspindlar. Inga underarter finns listade i Catalogue of Life.